# Corrie Nobel-van Vuren
Cornelia Johanna (Corrie) Nobel-van Vuren (Culemborg, 8 januari 1919 – 18 januari 2002)  was een Nederlands politicus van de VVD.
Ze heeft Sociale Wetenschappen gestudeerd aan de Universiteit van Amsterdam en was werkzaam bij de kinderbescherming en later bij de Maatschappij Zandbergen in Amersfoort. Van 1970 tot 1974 en van 1978 tot 1982 was ze wethouder in Lekkerkerk. Daarnaast was ze van 1974 tot 1982 lid van de Provinciale Staten van Zuid-Holland. Vanaf 1980 speelde in Lekkerkerk een gifschandaal toen bekend werd dat een nieuwbouwwijk op sterk verontreinigde grond was gebouwd. Na het vertrek van burgemeester Hans Ouwerkerk in 1982 werd ze, vanwege een aanstaande gemeentelijke herindeling, benoemd tot waarnemend burgemeester van Lekkerkerk. In 1985 ging die gemeente samen met Krimpen aan de Lek tot de fusiegemeente Nederlek waarmee aan haar functie een einde kwam. Begin 2002 overleed ze op 83-jarige leeftijd.

## Publicaties
Zij schreef na haar burgemeesterschap over de geschiedenis van Lekkerkerk. Samen met D. van den Dool beschreef zij de geschiedenis van het oude raadhuis van Lekkerkerk in de periode 1880-1990. In 1993 verscheen "Lekkerkerk in de jaren dertig", over het economisch leven in de jaren dertig in Lekkerkerk, een werk dat zij schreef samen met W. Hoogerdijk en M.J. Koedood.

## Beeld

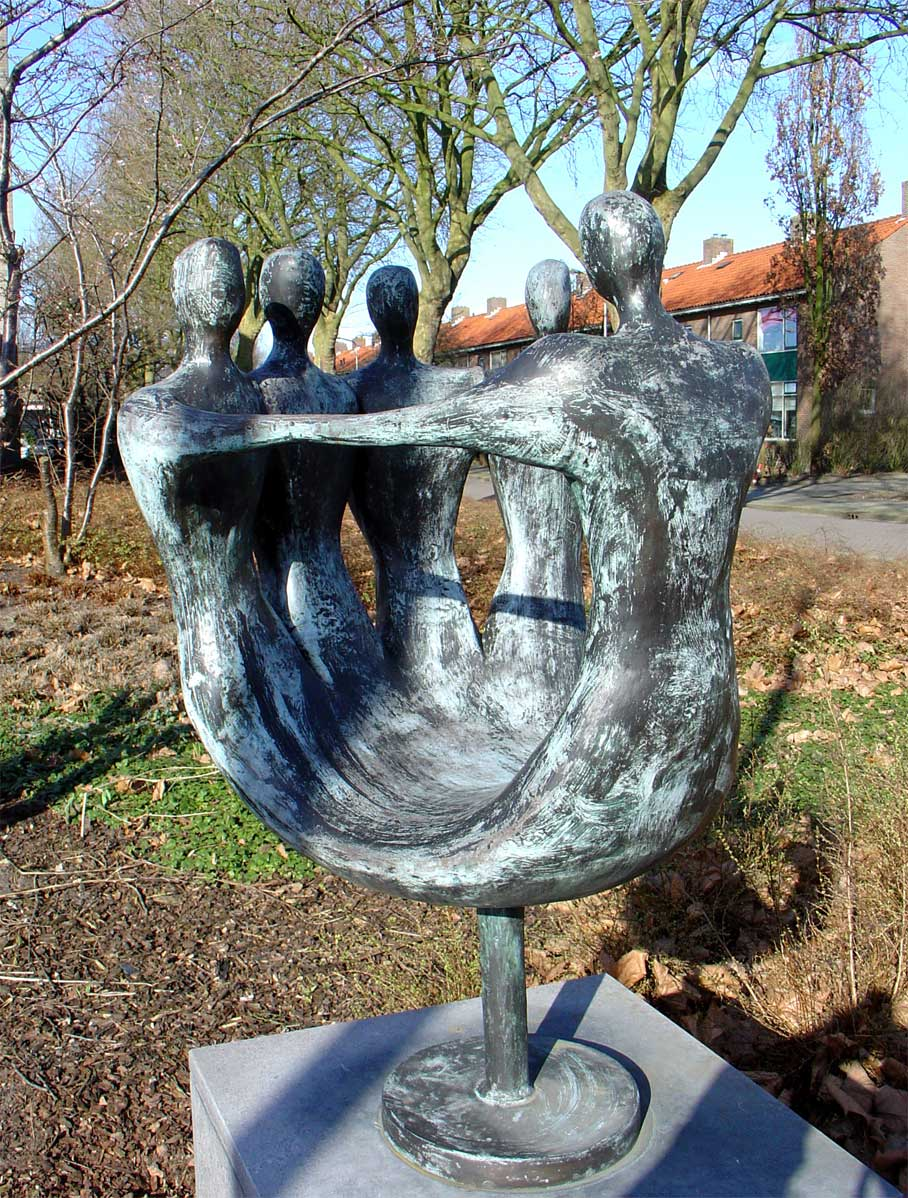
Met elkaar ter nagedachtenis aan Corrie Nobel-van Vuren (1919-2002)

In Lekkerkerk staat ter nagedachtenis aan haar een bronzen beeld van Corry Ammerlaan.